# Виду
Виду́ (фр. Vidou, окс. Vido) — коммуна во Франции, находится в регионе Юг — Пиренеи. Департамент — Верхние Пиренеи. Входит в состав кантона Три-сюр-Баиз. Округ коммуны — Тарб.
Код INSEE коммуны — 65461.

## География
Коммуна расположена приблизительно в 640 км к югу от Парижа, в 100 км западнее Тулузы, в 22 км к востоку от Тарба.
На западе коммуны протекает река Буэс, а на востоке — река Лизон.

## Климат
Климат умеренно-океанический с солнечной тёплой погодой и обильными осадками на протяжении практически всего года.

## Население
Население коммуны на 2010 год составляло 88 человек.
| 1962 | 1968 | 1975 | 1982 | 1990 | 1999 | 2010 |
| ---- | ---- | ---- | ---- | ---- | ---- | ---- |
| 141  | 130  | 131  | 128  | 103  | 74   | 88   |

## Администрация
| Период | Период | Фамилия      | Партия | Примечания |
| ------ | ------ | ------------ | ------ | ---------- |
| 2001   | 2020   | Клодетта Дар |        |            |

## Экономика
В 2010 году среди 49 человек трудоспособного возраста (15-64 лет) 35 были экономически активными, 14 — неактивными (показатель активности — 71,4 %, в 1999 году было 71,4 %). Из 35 активных жителей работали 32 человека (20 мужчин и 12 женщин), безработных было 3 (1 мужчина и 2 женщины). Среди 14 неактивных 0 человек были учениками или студентами, 9 — пенсионерами, 5 были неактивными по другим причинам.